# Demonstrous
Demonstrous je debitantski i jedini studijski album dansko-američkog thrash metal sastava Demonica. Album je 26. veljače 2010. godine objavila diskografska kuća Massacre Records.

## Popis pjesama
Tekstovi: Klaus Hyr, glazba: Hank Shermann.
| 1.    | »Demon Class«                | 4:01 |
| 2.    | »Ghost Hunt«                 | 6:05 |
| 3.    | »My Tongue«                  | 3:49 |
| 4.    | »Luscious Damned«            | 5:01 |
| 5.    | »Below Zero«                 | 4:51 |
| 6.    | »Alien Six«                  | 3:26 |
| 7.    | »Palace of Glass«            | 4:37 |
| 8.    | »Fast and Furious«           | 3:36 |
| 9.    | »Summoned«                   | 4:49 |
| 10.   | »Astronomica« (instrumental) | 8:22 |
| 48:37 |                              |      |

## Zasluge
Demonica
- Klaus Hyr – vokali
- Hank Shermann – gitara, inženjer zvuka
- Craig Locicero – gitara
- Marc Grabowski – bas-gitara
- Mark Hernandez – bubnjevi

Ostalo osoblje
- Dave Otero – inženjer zvuka, miksanje, mastering
- Tim Narducci – inženjer zvuka
- Brad Barth – inženjer zvuka
- Gustavo Sazes – ilustracije